# Milan Robberechts
Milan Robberechts (Vilvoorde, 4 maart 2004) is een Belgisch professioneel voetballer die bij voorkeur als aanvaller speelt. Hij staat onder contract bij Patro Eisden Maasmechelen.

## Clubcarrière

### KV Mechelen
Milan Robberechts stroomde in het seizoen 2021/22 door vanuit de jeugd naar het eerste elftal van KV Mechelen. In juli 2021 tekende hij er een contract tot 2024 met een optie voor een extra jaar. Robberechts maakte zijn officiële debuut in de eerste ploeg op 21 augustus 2022 in de thuiswedstrijd tegen KVC Westerlo. Hij mocht in de 71e minuut invallen voor Jannes Van Hecke en scoorde 2 keer. Hij maakte hierbij ook de winnende 5-4.

### Fortuna Sittard
In de zomer van 2023 haalde Danny Buijs, zijn voormalige trainer bij KV Mechelen, hem naar Nederland. De vleugelaanvaller tekende bij Fortuna Sittard een contract voor twee seizoenen, met een optie voor een extra jaar. Hij debuteerde er op 19 augustus 2023 in blessuretijd als invaller voor Iñigo Córdoba, tijdens een met 2-1 gewonnen thuiswedstrijd tegen Almere City FC. Zijn basisdebuut op 10 november 2023 tegen Heracles Almelo (4-1) bekroonde hij met een doelpunt. Voor het overige moest hij genoegen nemen met hoofdzakelijk korte invalbeurten bij de eredivisionist.

### VVV-Venlo
Om meer speeltijd te krijgen liet Robberechts zich eind januari 2024 door Fortuna verhuren aan provinciegenoot VVV-Venlo. Maar ook bij de eerstedivisionist slaagde de aanvaller er niet in om een basisplek te veroveren en moest hij genoegen nemen met invalbeurten. Na afloop van het seizoen keerde de huurling terug naar Fortuna Sittard.

### RSCA Anderlecht
Ook in het seizoen 2024/25 bleek al snel dat Robberechts niet kon rekenen op al te veel speelminuten. In september 2024 keerde hij terug naar zijn geboorteland om daar op huurbasis aan te sluiten bij RSC Anderlecht dat tevens een optie tot koop bedong. In juli 2025 tekende Robberechts voor Patro Eisden Maasmechelen.

## Statistieken
| Seizoen                            | Club             | Competitie      | Competitie | Competitie | Play-offs | Play-offs | Beker | Beker | Supercup | Supercup | Totaal | Totaal |
| Seizoen                            | Club             | Competitie      | Wed.       | Dlp.       | Wed.      | Dlp.      | Wed.  | Dlp.  | Wed.     | Dlp.     | Wed.   | Dlp.   |
| ---------------------------------- | ---------------- | --------------- | ---------- | ---------- | --------- | --------- | ----- | ----- | -------- | -------- | ------ | ------ |
| 2021/22                            | KV Mechelen      | Eerste klasse A | 0          | 0          | 0         | 0         | —     | —     | 0        | 0        | 0      | 0      |
| 2022/23                            | KV Mechelen      | Eerste klasse A | 3          | 2          | 0         | 0         | 1     | 0     | —        | —        | 4      | 2      |
| 2022/23                            | Jong KV Mechelen | Tweede afdeling | 17         | 2          | —         | —         | —     | —     | —        | —        | 17     | 2      |
| 2023/24                            | Fortuna Sittard  | Eredivisie      | 10         | 1          | —         | —         | 1     | 0     | —        | —        | 11     | 1      |
| 2023/24                            | → VVV-Venlo      | Eerste divisie  | 10         | 1          | —         | —         | 0     | 0     | —        | —        | 10     | 1      |
| 2024/25                            | Fortuna Sittard  | Eredivisie      | 2          | 0          | —         | —         | 0     | 0     | —        | —        | 2      | 0      |
| 2024/25                            | → RSC Anderlecht | Eerste klasse A | 0          | 0          | —         | —         | 0     | 0     | —        | —        | 0      | 0      |
| 2024/25                            | → RSCA Futures   | Eerste klasse B | 18         | 3          | —         | —         | —     | —     | —        | —        | 18     | 3      |
| Carrière totaal                    | Carrière totaal  | Carrière totaal | 60         | 9          | 0         | 0         | 2     | 0     | 0        | 0        | 62     | 9      |
| Bijgewerkt tot en met 2 maart 2025 |                  |                 |            |            |           |           |       |       |          |          |        |        |